# دنیله ماسارو
دنیله امیلیو ماسارو (ایتالیایی: Daniele Emilio Massaro؛ زاده ۲۳ مه ۱۹۶۱، مونتزا) از مهاجمان بازنشستهٔ ایتالیا و میلان می‌باشد. او مدتی هم کاپیتان ایتالیا در رشتهٔ فوتبال ساحلی بود.
ماسارو عمدتاً به خاطر دوران درخشان خود در میلان در اواخر دهه هشتاد و اوایل دهه نود میلادی تحت هدایت آریگو ساکی و فابیو کاپلو به خاطر موفقیت های داخلی و اروپایی به شهرت رسید. او همچنین عضو تیم ملی ایتالیا بود که در جام جهانی ۱۹۸۲ موفق به کسب جام جهانی شد، اگر چه او در این مسابقات به میدان نرفت و عضو تیمی بود که به فینال جام جهانی ۱۹۹۴ رسید. در بازی آخر گروهی برابر مکزیک یک گل حساس به ثمر رساند. در فینال، یکی از ضربات پنالتی ایتالیا را از دست داد که نهایتاً به شکست ایتالیا و قهرمانی برزیل در آن دوره انجامید.

## ماسارو در ایران
به همراه جمعی از ستارگان و اسطوره‌های سال‌های نه چندان دور میلان به تهران آمد تا در دیدار خیریه پیشکسوتان پرسپولیس-میلان گلوری بار دیگر لباس میلان را، اینبار در ورزشگاه آزادی بر تن کند و در ثانیه ۴۰ بازی یکی از سه گل میلان را به ثمر رساند.